# Filip Mitrović
Filip Mitrović (in serbo Филип Митровић?; Podgorica, 17 novembre 1993) è un calciatore montenegrino, difensore del Mornar.

## Carriera

### Club
In carriera ha giocato 24 partite di qualificazione alle coppe europee, di cui 2 per la Champions League, 13 per l'Europa League e 9 per la Conference League.
Inizia a giocare nel Mladost Podgorica, con cui debutta nella stagione 2013-2014 disputando 11 incontri nel campionato di massima serie. Nella medesima stagione disputa anche 6 incontri di qualificazione alla UEFA Europa League, tutte da titolare.
Il 15 luglio 2014 si trasferisce al Bokelj, nel medesimo campionato, dove gioca 2 partite da titolare nel mese di ottobre 2014. Nella sessione invernale di calciomercato, dunque, passa al Mogren, giocando tutte e 16 le partite del girone di ritorno del campionato di massima serie che lo vedono tra i convocati.
Il 21 luglio 2015 si trasferisce al Budućnost, con cui, nel primo dei tre anni di militanza con questa maglia, gioca 8 partite in campionato e 4 nella coppa nazionale. Si afferma nella stagione successiva dove gioca titolare, quando disponibile, 19 partite in campionato, 4 in coppa nazionale e 4 nelle qualificazioni alla UEFA Europa League. Inizia la stagione 2017-2018 giocando il doppio confronto del secondo turno preliminare di qualificazione alla UEFA Champions League, perso contro i serbi del Partizan Belgrado; in campionato gioca 16 partite, tutte da titolare, nel girone di andata, per poi trasferisce il 16 febbraio 2018 al Rudar Pljevlja, dove si conferma titolare inamovibile giocando ulteriori 15 presenze nel campionato di prima divisione. È presente nella rosa della squadra anche per l'avvio della stagione 2018-2019, giocando a luglio - da titolare - il doppio confronto del primo turno di qualificazione alla UEFA Europa League perso ancora una volta contro il Partizan Belgrado.
Rimasto svincolato dopo un totale di 120 presenze nella massima serie del campionato montenegrino, il 16 gennaio 2019 viene tesserato dai russi del Tjumen' con cui gioca in una sola occasione alla 26ª giornata di campionato.
All'inizio della stagione 2019-2020 viene tesserato dai rumeni del Chindia Târgoviște, squadra della massima serie; viene portato in panchina solo una volta, senza esordire in quanto il 28 agosto 2019 passa ai serbi del Novi Pazar con cui gioca 6 partite nel campionato di seconda divisione fino alla sessione invernale di calciomercato, quando si trasferisce al Kom, tornando così nel campionato montenegrino; chiude l'anno con 11 presenze nella stagione regolare più due partite ai play-out.
Il 4 agosto 2020 si trasferisce al Sutjeska, altra squadra montenegrina con cui gioca 6 partite in campionato, una in coppa nazionale e un'altra nelle qualificazioni alla UEFA Europa League. Il 25 gennaio 2021, nella sessione invernale del calciomercato, passa al Bačka, chiudendo la stagione con 7 presenze nella massima serie del campionato serbo.
Nella stagione 2021-2022, tornato al Sutjeska, gioca 13 partite in campionato, 2 in coppa nazionale e una nelle qualificazioni per la UEFA Europa Conference League. Nell'annata successiva milita con l'Iskra, sempre nel medesimo campionato, in cui prende parte a 25 incontri; chiude la stagione contando anche 3 presenze nella coppa di Montenegro e il doppio confronto di qualificazione alla UEFA Europa Conference League contro gli albanesi del Laçi.
Il 10 luglio 2023 si trasferisce al Mornar, giocando ancora nel campionato di massima serie montenegrina.

### Nazionale
Il 9 agosto 2012 viene convocato da Dušan Vlaisavljević nel Montenegro under 21 per un torneo amichevole. Sei giorni dopo fa il suo debutto nei Sokoli, disputa da titolare l'amichevole pareggiata contro la Slovacchia under 21.

## Statistiche

### Cronologia presenze e reti in nazionale
| Cronologia completa delle presenze e delle reti in nazionale ― Montenegro under 21 | Cronologia completa delle presenze e delle reti in nazionale ― Montenegro under 21 | Cronologia completa delle presenze e delle reti in nazionale ― Montenegro under 21 | Cronologia completa delle presenze e delle reti in nazionale ― Montenegro under 21 | Cronologia completa delle presenze e delle reti in nazionale ― Montenegro under 21 | Cronologia completa delle presenze e delle reti in nazionale ― Montenegro under 21 | Cronologia completa delle presenze e delle reti in nazionale ― Montenegro under 21 | Cronologia completa delle presenze e delle reti in nazionale ― Montenegro under 21 |
| Data                                                                               | Città                                                                              | In casa                                                                            | Risultato                                                                          | Ospiti                                                                             | Competizione                                                                       | Reti                                                                               | Note                                                                               |
| ---------------------------------------------------------------------------------- | ---------------------------------------------------------------------------------- | ---------------------------------------------------------------------------------- | ---------------------------------------------------------------------------------- | ---------------------------------------------------------------------------------- | ---------------------------------------------------------------------------------- | ---------------------------------------------------------------------------------- | ---------------------------------------------------------------------------------- |
| 15-8-2012                                                                          | Kiev                                                                               | Montenegro under 21                                                                | 1 – 1                                                                              | Slovacchia under 21                                                                | Amichevole                                                                         | -                                                                                  |                                                                                    |
| 17-10-2012                                                                         | Kumanovo                                                                           | Macedonia del Nord under 21                                                        | 1 – 0                                                                              | Montenegro under 21                                                                | Amichevole                                                                         | -                                                                                  | 46’                                                                                |
| 25-3-2013                                                                          | Jagodina                                                                           | Serbia under 21                                                                    | 0 – 0                                                                              | Montenegro under 21                                                                | Amichevole                                                                         | -                                                                                  | 46’                                                                                |
| 13-8-2013                                                                          | Mostar                                                                             | Bosnia ed Erzegovina under 21                                                      | 1 – 1                                                                              | Montenegro under 21                                                                | Amichevole                                                                         | -                                                                                  | 46’                                                                                |
| Totale                                                                             |                                                                                    | Presenze                                                                           | 4                                                                                  |                                                                                    | Reti                                                                               | 0                                                                                  |                                                                                    |

| Cronologia completa delle presenze e delle reti in nazionale ― Montenegro under 19 | Cronologia completa delle presenze e delle reti in nazionale ― Montenegro under 19 | Cronologia completa delle presenze e delle reti in nazionale ― Montenegro under 19 | Cronologia completa delle presenze e delle reti in nazionale ― Montenegro under 19 | Cronologia completa delle presenze e delle reti in nazionale ― Montenegro under 19 | Cronologia completa delle presenze e delle reti in nazionale ― Montenegro under 19 | Cronologia completa delle presenze e delle reti in nazionale ― Montenegro under 19 | Cronologia completa delle presenze e delle reti in nazionale ― Montenegro under 19 |
| Data                                                                               | Città                                                                              | In casa                                                                            | Risultato                                                                          | Ospiti                                                                             | Competizione                                                                       | Reti                                                                               | Note                                                                               |
| ---------------------------------------------------------------------------------- | ---------------------------------------------------------------------------------- | ---------------------------------------------------------------------------------- | ---------------------------------------------------------------------------------- | ---------------------------------------------------------------------------------- | ---------------------------------------------------------------------------------- | ---------------------------------------------------------------------------------- | ---------------------------------------------------------------------------------- |
| 25-5-2012                                                                          | Rochdale                                                                           | Svizzera under 19                                                                  | 0 – 3                                                                              | Montenegro under 19                                                                | Qual. Europeo Under-19 2012                                                        | -                                                                                  |                                                                                    |
| 27-5-2012                                                                          | Rochdale                                                                           | Inghilterra under 19                                                               | 1 – 1                                                                              | Montenegro under 19                                                                | Qual. Europeo Under-19 2012                                                        | -                                                                                  |                                                                                    |
| 30-5-2012                                                                          | Rochdale                                                                           | Montenegro under 19                                                                | 0 – 1                                                                              | Slovenia under 19                                                                  | Qual. Europeo Under-19 2012                                                        | -                                                                                  | 80’ 82’                                                                            |
| Totale                                                                             |                                                                                    | Presenze                                                                           | 3                                                                                  |                                                                                    | Reti                                                                               | 0                                                                                  |                                                                                    |

## Palmarès

### Club

#### Competizioni nazionali
- Campionato montenegrino: 2

Budućnost: 2016-2017
Sutjeska: 2021-2022